# Ласло Керекеш
Ласло Керекеш (мађ. László Kerekes; Стара Моравица, 14. август 1954 — Берлин, 4. јул 2011) био је српски сликар, графички дизајнер, иноватор и мултимедијални уметник мађарског порекла.

## Биографија
Ласло Керекеш био је зачетник транс-авангардног сликарства у Југославији. Придружио се групи Bosch+Bosch 1971. Био је члан ове групе до 1975. 1980. је дипломирао конзервацију на Факултету ликовних уметности у Београду. Од 1976. до 1982. путовао је Европом, Африком и Азијом. 1984. је постао графички дизајнер у авангардном часопису Új Symposiona. Од 1988. живео је и стварао у Западном Берлину.
Од 1993. активан је у покрету Музеја уметника који је покренуо Емет Вилијамс (енгл. Emmett Williams).
Керекеш се 2004. повукао из јавних уметничких наступа. Донирао је 12 својих радова Зицтерској духовној републици основаној у Трешњевцу. 2005. представио је широкоугаону дигиталну камеру (cameru obscuru), коју је сам изумео и израдио. Његовим апаратом снимљен је први кратки филм икада који је снимљен без објектива. Овај филм је 2007. приказан у Берлину на церемонији отварања експерименталног филмског фестивала Салон директора Берлинале (енгл. Berlinale Directors Lounge).